# Стефан Баев
Стефан Баев е български учител и ботаник.

## Биография
Стефан Баев е роден е през 1858 г. в село Александрово, Ловешко. Завършва Трикласно училище (Плевен) и IV клас в Свищов. Остава сирак и с материалната помощ на търговецът Ангел Дюлгеров учи в Априловската гиманазия (1873).
Прекъсва обучението си и участва като доброволец в Руско-турската война (1877-1878).
След дипломирането си е учител в Летница, Клисура, Александрово и Ловеч (1879-1903). В Клисура се жени за Параскева Х. Николова, възпитаничка на Немския девически пансион в Цариград. Директор на Класното мъжко училище в Ловеч (1884) и на Девическото класно училище в Ловеч (1901). Член на комитета за написването на поредицата „Ловеч и Ловчанско“.
Като учител изучава растенията в родния си край. Прави хербарии от редки и ценни видове. През 1899 г. предава в Търново подредена сбирка с повече от 700 вида растения, а през 1902 г. изпраща втори ценен хербарий с повече от 1500 вида растения. В работата се консултира с професор Веленовски (Прага). Към края на живота си има в хербария си 7000 растения. Откривател на рядката орхидея „Херминиум монорхис“. Намира я в местността „Гановци“ край Троян (1902).
След смъртта на синовете си адвоката Борис Баев и д-р Никола Баев изгаря по-голяма част от събираните десетилетия наред растения. Умира на 30 октомври 1936 г.
Неговите роднини даряват останалите 4000 листа от хербария му и неговото описание. Според професор Николай Стоянов съдържа ценни данни за флората на Централна Стара планина и представлява интерес за ботаниката. Издателството на БАН го отпечатва в отделна книга под заглавие „Ботанически екскурзии“ (1947). Откриването на орхидея „Херминиум монорхис“ е потвърдено от професор Николай Стоянов и Йозеф Цоликофер (1940). В Народна мъжка гимназия „Цар Борис III“ съпругата му Параскева х. Николова разкрива дарителски фонд „Стефан Баев и синове“ (1942).